# Oberbayerische Teilung von 1310
Die Oberbayerische Teilung von 1310 war die Aufteilung des wittelsbachischen Teilherzogtums Oberbayern unter den Söhnen Herzog Ludwigs II. Sie ist eine der zahlreichen Landesteilungen im Herzogtum Bayern bis zum Primogeniturgesetz von 1506. Sie endete bereits wieder im Jahr 1313.

## Verlauf
Zur Oberbayerischen Teilung von 1310 kam es mit dem Ende der gemeinsamen Regierung der Söhne Herzog Ludwigs II. am 1. Oktober 1310. Der Landesteilung war ein heftiger Streit über das väterliche Erbe in Bayern vorausgegangen.
Das Herzogtum Oberbayern wurde geteilt in
- Bayern-München-Burglengenfeld unter Rudolf I.
- Bayern-Ingolstadt-Amberg unter Ludwig IV., dem späteren Kaiser Ludwig der Bayer

Am 21. Juni 1313 kam es zur Wiederaufnahme der gemeinsamen Regierung im Münchener Frieden. Der Vertrag hatte nur ein Jahr Bestand, jedoch verschaffte sich Ludwig dadurch den notwendigen Handlungsspielraum gegenüber den Habsburgern. In der Schlacht von Gammelsdorf am 9. November 1313 besiegte Ludwig den Habsburger Friedrich den Schönen.